# Tweede Divisie
Divisió Tweede (en catala "Segona Divisió") és la principal lliga de futbol amateur (i històricament la més baixa des del punt de vista professional) dels Països Baixos. Es va establir el 1956, juntament amb l'Eredivisie i l'Eerste Divisie. Entre 1956 i 1960 i entre 1962 i 1966, la lliga constava de dues divisions, Tweede Divisie A i Tweede Divisie B. La lliga es va dissoldre el 1971. Sis clubs van ascendir a l'Eerste Divisie (De Volewijckers, FC Eindhoven, FC VVV, Fortuna Vlaardingen, PEC i Roda JC), mentre que els altres onze equips es van convertir en clubs amateurs.
Els plans per a una nova divisió amateur de Tweede Divisie, que estaria formada per 4 equips de reserva i 14 clubs de la Topklasse, es van aprovar en una assemblea de la KNVB el desembre de 2014. Així, la Topklasse, va canviar el nom de Derde Divisie (en català, "Tercera Divisió"), i les lligues per sota van disminuir en un nivell i, a més, es van implementar l'ascens i el descens entre la segona a la quarta divisió a partir del 2016-17. Tot i el seu amateurisme, la lliga obliga els seus clubs a tenir un mínim de jugadors per contracte. Cap primer equip ascendirà a l'Eerste Divisie fins després de 2022–23, però a partir de finals de 2020–21 al principi, el segon equip (és a dir, reserva) amb el millor classificat obtindrà l'ascens, mentre que els reserves amb menys classificació descendiran a una nova divisió sub-21. S'ha establert una competició sub-23 per als clubs amateurs de la Divisió Tweede que no són directament elegibles per al seu equivalent sub-21. A causa de la cancel·lació de la temporada 2020-21, l'ascens o el descens es va suspendre durant cinc a 10 anys el juny de 2022.

## Campions
- 1956–57 : Leeuwarden i RBC
- 1957–58 : ZFC i Heracles
- 1958–59 : 't Gooi & Go Ahead
- 1959–60 : EDO & Be Quick
- 1960–61 : HFC Haarlem
- 1961–62 : Velox
- 1962–63 : VSV (van vèncer l'HFC Haarlem en un play-off)
- 1963–64 : NEC (van vèncer l'Alkmaar '54 en un play-off)
- 1964–65 : SC Cambuur (van vèncer l'FC Dordrecht en un play-off)
- 1965–66 : Vitesse Arnhem i FC Den Bosch
- 1966–67 : HFC Haarlem
- 1967–68 : FC Wageningen
- 1968–69 : De Graafschap
- 1969–70 : SC Heerenveen
- 1970–71 : Volewijckers
- 2016–17 : Jong AZ
- 2017–18 : Katwijk
- 2018–19 : AFC
- 2019-20 : sense campió[7]
- 2020–21 : sense campió[5]
- 2021–22 : Katwijk
- 2022–23 : Katwijk

## Equips 2023–24
| Club                | Ciutat          | Temporada 2022–23 | Estadi                   | Capacitat |
| ------------------- | --------------- | ----------------- | ------------------------ | --------- |
| AFC                 | Amsterdam       | 3r                | Sportpark Goed Genoeg    | 03,000    |
| Excelsior Maassluis | Maassluis       | 14è               | Sportpark Dijkpolder     | 05,000    |
| HHC                 | Hardenberg      | 4t                | Sportpark De Boshoek     | 04,500    |
| Koninklijke HFC     | Haarlem         | 7è                | Sportpark Spanjaardslaan | 01,500    |
| IJsselmeervogels    | Spakenburg      | 16è               | Sportpark De Westmaat    | 06,000    |
| Jong Sparta         | Rotterdam       | 10è               | Het Kasteel              | 11,000    |
| Jong Volendam       | Volendam        | 17è               | Kras Stadion             | 07,384    |
| Katwijk             | Katwijk         | 1r                | Sportpark De Krom        | 06,000    |
| Kozakken Boys       | Werkendam       | 13è               | Sportpark De Zwaaier     | 03,000    |
| Lisse               | Lisse           | 12è               | Sportpark Ter Specke     | 07,000    |
| Noordwijk           | Noordwijk       | 9è                | Sportpark Duin Wetering  | 03,500    |
| OFC                 | Oostzaan        | 18è               | Sportpark OFC            | 01,500    |
| Quick Boys          | Katwijk aan Zee | 6è                | Sportpark Nieuw Zuid     | 08,100    |
| Rijnsburgse Boys    | Rijnsburg       | 2n                | Sportpark Middelmors     | 06,100    |
| Scheveningen        | Scheveningen    | 8è                | Sportpark Houtrust       | 03,500    |
| Spakenburg          | Spakenburg      | 11è               | Sportpark De Westmaat    | 08,500    |
| TEC                 | Tiel            | 15è               | Sportpark De Lok         | 02,500    |
| De Treffers         | Groesbeek       | 5è                | Sportpark Zuid           | 04,000    |